# كنمي (ميانكوه)
کنمي (بالفارسية: کنمی) هي منطقة سكنية تقع في إيران في Miankuh Rural District. يقدر عدد سكانها بـ 238 نسمة بحسب إحصاء 2016.